# Мюррей Корман
Мюррей Корман (16 березня 1902 р – 10 серпня 1961) — американський рекламний фотограф. У Нью-Йорку він заробив собі репутацію як фотографа «голлівудського стилю, високого глянцевого гламуру» , чиї клієнти варіювалися від танцівниць до відомих артистів і членів «суспільства кафе».  На відміну від інших великих театральних портретистів того часу, він створював свої зображення в камері, а не маніпулював ними пізніше на етапі друку.  На піку слави його вважали «експертом краси свого часу». 

## Біографія
Моріц Корман народився 16 березня 1902 року в Російській імперії (нині Кам'янець-Подільський, Україна). Після еміграції до США він змінив ім'я на Мюррей Корман.  У 1907 році, коли його мати померла, його батько емігрував до Нью-Йорка, оселившись у районі Нижній Іст-Сайд у районі Мангеттен. Корман і четверо старших братів і сестер приєдналися до нього через кілька років. Він відвідував державну школу №13, а згодом перейшов до державної школи №160 (тепер будинок для Культурно-освітнього центру Клементе Сото Велеса  ).  Вже проводячи більшу частину свого навчання, малюючи ескізи та створюючи карикатури, Корман залишив школу у віці чотирнадцяти років, перш ніж отримати диплом, і влаштувався на лялькову фабрику Кьюпі (Kewpie), розмальовуючи обличчя, в якій він досяг такого успіху, що завершував усі роботи з  розмалювання на договірній основі у власній майстерні. 
У 1917 році Корман записався на вечірні заняття в Школу мистецтв Купер Юніон, продовжуючи навчання до 1924 року, водночас зберігаючи свій бізнес із малювання у Кьюпі.  У 1924 році він закрив свій бізнес Кьюпі і почав дворічну роботу, роблячи скетчі для газет і бродвейських шоу.  Він зайнявся фотографією в 1926 році після того, як зрозумів, що може створювати зображення швидше та ефективніше за допомогою камери, ніж за допомогою пера. 

## Професійна підготовка

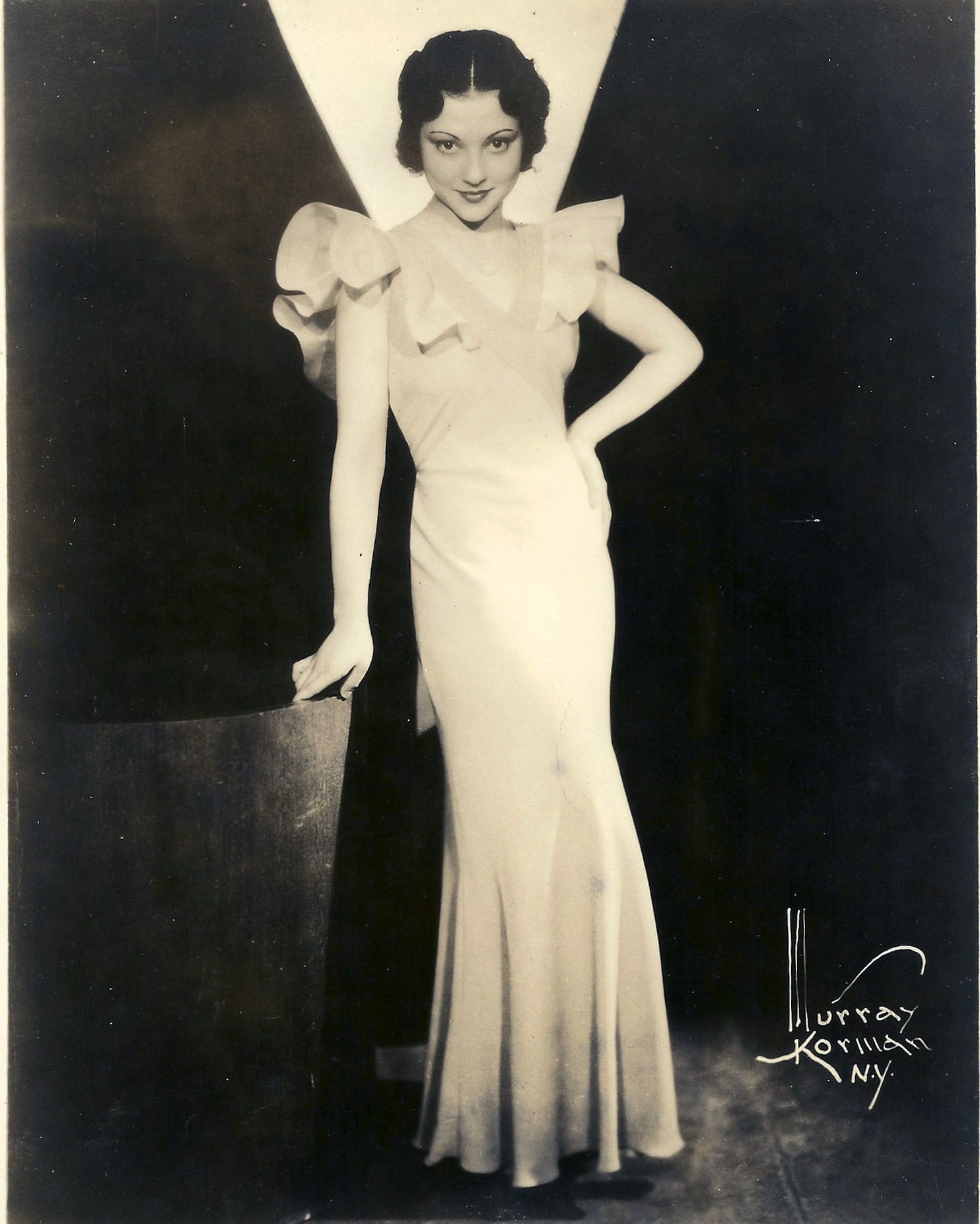
Рекламне фото актриси Міріам Баттіста, 20 років, зроблене Корманом

Він досяг успіху майже відразу. Журнал «Нью-Йоркер » у профілі Кормана за 1942 рік під назвою «Єдине велике ім’я» перефразував газетного автора статті Джона Ферріса, описуючи вплив фотографа на Бродвей: «Чим був Гольбейн для двору Генріха VIII, тим Мюррей Корман є для Бродвею». 
Корман був активним фотографом з 1926 по 1950-ті роки, пересуваючись між своєю професійною студією на Медісон-авеню, де він фотографував дебютантів і світських левиць (включно з Клер Бут Люс ), і своєю більш неформальною студією в мансарді на Сьомій авеню біля 47-ї вулиці, де він знімав рекламні фотографії починаючих артистів та інших менш відомих осіб.  У своїй книзі «Місяць над водевілем» Морін Маккейб описує вплив на глядача рекламних зображень Кормана молодих бродвейських надій: «Що мені подобається в ранніх фотографіях Кормана, так це те, як він зафіксував люмінесцентний момент у часі... до того, як вони зіткнулися з будь-яким розчаруванням."  Образи Кормана часом були суперечливими; фотографуючи танцівниць, він спеціалізувався на «ногах і оголених тілах, тому що люди дивилися на них і тому, що він вважав жінок досить марнославними, щоб бажати такого роду фотографій».  За свою кар'єру він зробив близько 450 000 фотографій. 
У 1934 році ресторан Hollywood Cabaret влаштував у фойє виставку малюнків Кормана та фотографій голлівудських танцівниць, а згодом видав невелику сувенірну книгу, відповідаючи на «багато прохань авторів, видавців і приватних осіб щодо деяких із цих художніх досліджень».  У есе у книзі під назвою «Тост за художника» сценарист Пол Явіц назвав Кормана «одним із видатних сучасних американських художників» і зазначив, що «його оригінальність і багатогранність швидко сприймаються в багатьох способах, якими він інтерпретує красу яку він знаходить у своїх сюжетах. Крізь чорно-біле, кольорові олівці, пастель і дослідження з камерою він демонструє майстерність, яка ставить його роботу на перше місце в цій галузі». 
У 1936 році Корман був описаний у синдикованій газеті, у публікації Associated Press. Він сказав, що віддає перевагу фотографувати блондинок, тому що «брюнеткам потрібне яскраве світло, а блондинки виходять краще» з «кращою формою обличчя, без тіней».  Він сказав, що придумав нове слово: «vitabeaut», щоб описати таку жінку, як Джинджер Роджерс, яка була «жвавою, красивою, спортивною, із сяючою особистістю, яскравими очима [і] блискучим волоссям».
Для виставки на Всесвітній виставці в Нью-Йорку 1939 року Корман зняв деякі зі своїх найбільш пам’ятних фотографій, серію під назвою «Сон Венери », на якій зображені пози, створені сюрреалістом Сальвадором Далі, який виступав як арт-директор.    Корман також зробив рекламні фотографії плавців для Aquacade Біллі Роуза, який став хітом на ярмарку. 
У 1947 році Корман написав навчальну брошуру з п’яти частин під назвою «Мистецтво гламурної фотографії», в якій описав свої методи.  Колумністка Дороті Кілгаллен повідомила в 1948 році, що стриптизерка на ім'я Вінні Гарретт погрожувала подати до суду на Кормана за нібито продаж гламурних портретів, які він зробив.  Корман фотографував і одружився з акторкою Пет Фаррелл. Вони розлучилися в 1952 році .

## Сюжети портретів

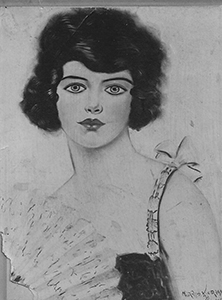
Малюнок Мюррея Кормана, бл. 1925 року

| - Фред Астер, танцюрист, актор, співак - Жозефіна Бейкер, екзотична танцюристка та співачка - Міріам Баттіста, акторка - Фанні Бріс, співачка, акторка - Клодетт Кольбер, акторка - Анн Коріо, танцюристка, акторкаа - Гала Далі, натурниця та дружина Сальвадора Далі - Сальвадор Далі, художник - Джуліан Елтіндж, імітатор жінки - Герті Гітана, британська виконавиця мюзик-холу - Бетті Грейбл, танцюристка, акторка - Нільс Гранлунд, бродвейський продюсер - Елеонор Холм, олімпійська плавчиня, зірка Aquacade - Боб Хоуп, комік, актор - Лена Хорн, співачка | - Едвард Джеймс, поет, покровитель сюрреалістичного мистецтва - Стен Кентон, тромбоніст, керівник групи - Жульєн Леві, арт-дилер - Клер Бут Люс, автор, законодавець, посол - Алісія Маркова, балерина і хореографка - Една Мейо, акторка німого кіно - Рей Міддлтон, персонаж-актор - Кармен Міранда, співачка, танцюристка, акторка - Она Мансон, акторка - Мей Емма Зенке Орвіс, товарна брокерка, оперна співачка, філантропка - Пеггі Райан, танцюристка - Енн Шерідан, акторка - Кей Томпсон, композитор, музикантка, акторка, співачка, авторка серіалу « Елоїза » - Етель Вотерс, співачка - Марі Вілсон, американська акторка |

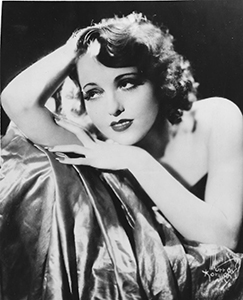
Рекламне фото Мюррея Кормана, бл. 1930 року
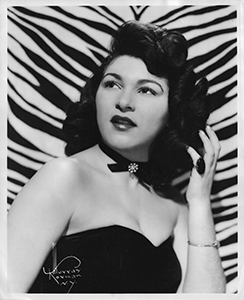
Рекламне фото Мюррея Кормана, бл. 1940 року
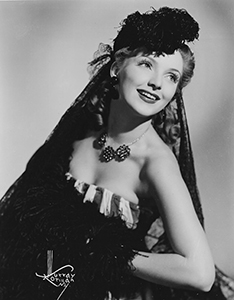
Рекламне фото Мюррея Кормана, дата невідома
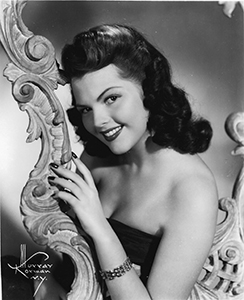
Рекламне фото Мюррея Кормана, бл. 1945 року

## зовнішні посилання
- «Пригоди звичайної дівчини», PM's Weekly, 31 серпня 1941 р. «Звичайну дівчину» Ліліан Кодак сфотографувала Корман, а також Ральф Оджано.

1. 1 2 3 4 5 6 7  Broadway Photographs, Murray Korman
2. 1 2 3 4 5 6 7  Deep Space Daguerreotype, Wednesday, December 14, 2011, The Photographs of Murray Korman
3. 1 2 3 4 5 6 7 8 9  "Profiles: The One Big Name" (October 3, 1942), New Yorker, pp. 19, 22–23, 26
4. ↑  C. B. J. Snyder
5. ↑  McCabe, Maureen (2011). Moon Over Vaudeville. Bellingham, Washington: Moon Over Vaudeville LLC. с. 33.
6. 1 2  The Hollywood. 1934.
7. 1 2  Ferris, John (16 серпня 1936). Dumb Blonds Best, Camera Artist Says. Sarasota Herald-Tribune. Associated Press. с. 1—2. Процитовано 11 липня 2013.
8. 1 2 3 4 5 6 7  Kachur, Lewis (2003). Displaying the Marvelous: Marcel Duchamp, Salvador Dalí, and Surrealist Exhibition Installations. MIT Press. с. 117—119. ISBN 9780262611824.
9. ↑  Trotter, Christine (2005). Dream of Venus (PDF). Hofstra University. Процитовано 11 липня 2013.
10. ↑  Kilgallen, Dorothy (1 липня 1948). Jottings in Pencil. The Lowell Sun. с. 5. Процитовано 11 липня 2013.
11. ↑  Kilgallen, Dorothy (20 жовтня 1952). Voice of Broadway. The Montreal Gazette. с. 16. Процитовано 11 липня 2013.
12. ↑  Josephine Baker, for the Ziegfeld Follies. Museum of Fine Arts Boston. Процитовано 11 липня 2013.
13. ↑  Julian Eltinge dies at 59; famed female impersonator. Library of Congress. Процитовано 11 липня 2013.
14. ↑  Gertie Gitana (née Gertrude Mary Astbury). National Portrait Gallery. Процитовано 11 липня 2013.
15. ↑  Betty Grable by Murray Korman. Honey Baby Lookbook. Tumblr.com. 19 лютого 2013. Архів оригіналу за 13 липня 2013. Процитовано 11 липня 2013.
16. ↑  Hoefling, Larry J. (2010). Nils Thor Granlund: Show Business Entrepreneur and America's First Radio Star. McFarland. с. 97, 107. ISBN 9780786455997.
17. ↑  Lena Horne. Musical Brooklyn. Brooklyn Public Library. Процитовано 11 липня 2013.{{cite web}}:  Обслуговування CS1: Сторінки з параметром url-status, але без параметра archive-url (посилання)
18. ↑  Popa, Christopher (2004). Special Collections and Archives: C. P. MacGregor Company. Big Band Library. Процитовано 11 липня 2013.
19. ↑  Archival Holdings – Subject Guides: Photography. Howard Gotlieb Archival Research Center. Boston University. Процитовано 11 липня 2013.
20. ↑  Appelbaum, Stanley (2011). Stars of the American Musical Theater in Historic Photographs. Courier Dover. с. 158—159. ISBN 9780486149301.
21. ↑  C-39 – Ona Munson. Autographs & Documents Auction. Willis Henry Auctions. 25 жовтня 2005. Процитовано 11 липня 2013.
22. ↑  University Archives, University Libraries; University of Nevada, Reno: UNRA-P3664
23. ↑  Strauss, Theodore (1984). A Farewell to Oomph. У Gene Brown (ред.). The New York Times Encyclopedia of Film: 1941–1946. Times Books. ISBN 9780812910599. Originally published in The New York Times on October 10, 1943.
24. ↑  Irvin, Sam (2011). Kay Thompson: From Funny Face to Eloise. Simon and Schuster. с. 90. ISBN 9781439176542.
25. ↑  Appelbaum 2011, pp. 128–129